# Котіс III
Тиберій Юлій Котіс III Філоцезар Філоромей Евсеб (*Τιβέριος Ἰούλιος Κότυς Γ' Φιλόκαισαρ Φιλορώμαίος Eυσεbής, д/н — 234/235) — цар Боспору в 227/228—234/235 роках.

## Життєпис
Походив з династії Тиберіїв Юліїв. Син царя Рескупоріда III (II). За іншою версією братом останнього (сином Савромата II). Втім, більшість дослідників дотримуються першої версії.
У 227 або 228 році після смерті Рескупоріда III та його сина Реметалка II, можливо, внаслідок змови самого Котіса III, він став новим царем Боспору. Стикнувся із зовнішньою загрозою з боку аланських кочових об'єднань. Останні атакували володіння Котіса III у центральному Криму.
З метою протистояння аланам уклав союз із сарматами, з представницею одного з цих племен одружився. Задля зміцнення контролю зробив співцарями старших синів Савромата III — у 229 році, Рескупоріда IV — у 233 році. При цьому зберігав вірність римському імператору Александру Северу.
Водночас продовжувалося погіршувати економічне становище Боспорського царства. Котіс III вимушений був зменшувати місткість золота у статерах. До кінця свого володарювання практично перестав карбувати золоті монети, перейшовши на срібні й бронзові.
До кінця свого панування зумів зберегти кордони держави недоторканими, не поступившись кочівникам якимось володінням. Помер у 234 або 235 році. Владу поділили сини Рескупорід IV та Інінтімей.